# Rupe (araldica)
In araldica la rupe, simbolo di animo intrepido, fermo e tenace, è rappresentata con forma simile ad una piramide, a differenza del monte che ha forma arrotondata.

Torre fondata su una rupe d'argento (stemma di Busachi)
Falcone posato su una rupe (Monfalcone)